# Eyn geystlich Gesangk Buchleyn

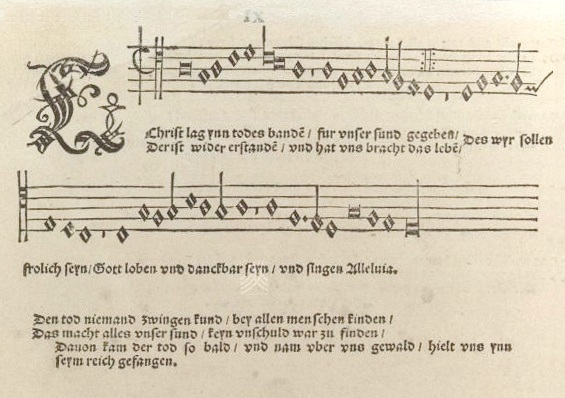
Christ lag in Todesbanden (Tenorstimme) in weißer Mensuralnotation

Eyn geystlich Gesangk Buchleyn (Geistliches Gesangbüchlein, nach seinem Verfasser auch „Walthersches Gesangbüchlein“ oder „Walthersches Gesangbuch“ genannt), herausgegeben von Johann Walter (1496–1570), ist das erste Chorgesangbuch der evangelischen Kirche. Es enthält Sätze zu drei, vier und fünf Stimmen (SATTB). Es erschien 1524 in Wittenberg und enthält eine Vorrede Martin Luthers, von dem auch Kompositionen darin enthalten sind, wie beispielsweise Ein feste Burg (Melodie mindestens unter Mitwirkung Johann Walters) und Vom Himmel hoch.

## Ausgaben
- Johann Walter, Otto Kade: Wittembergisch Geistlich Gesangbuch, von 1524; zu drei, vier und fünf Stimmen. Neue Partitur-Ausgabe nebst Klavierauszug / von Otto Kade, Berlin 1878; urn:nbn:de:bvb:12-bsb00064562-2.